# Nino Bravo
Pour les articles homonymes, voir Bravo.
Nino Bravo, de son vrai nom Luis Manuel Ferri Llopis, né le 3 août 1944 à Ayelo de Malferit (province de Valence) et mort le 16 avril 1973 à Villarrubio (province de Cuenca), est un chanteur espagnol.

## Biographie
Nino Bravo est le fils de Luis Manuel et de Consuelo. Le jeune chanteur espagnol enregistre plus de cinquante chansons en à peine 3 ans de carrière. Il remporte deux années de suite le trophée Olé, et participe entre autres aux festivals de Viña del Mar, Rio de Janeiro (pt), Athènes ou Montreux.
Le 16 avril 1973, voyageant avec le Dúo Humo de Valence à Madrid, il a un accident de voiture près du village de Villarrubio, mourant à 28 ans.
Nino Bravo reste un des chanteurs hispaniques les plus reconnus au niveau international, surtout en Amérique latine, et particulièrement au Costa Rica.

## Discographie
- Todo Nino
- Duetos II
- Super 20
- Nino Bravo 50 Aniversario
- America America
- 1945 - 1995 Aniversario
- Un Beso Y Una Flor
- Mi Tierra